# АСАК Конкорд (футбольный клуб)
«АСАК Конкорд» — мавританский футбольный клуб из Нуакшота, выступающий в Премьер-лиге, высшем футбольном дивизионе Мавритании.

## История
Команда была основана в 1979 году. Клуб считается один из старейших в стране.
Клубу не удалось проявить себя в международных соревнованиях. На его счету два участия в Кубке Конфедерации КАФ, в которых он сыграл вничью и потерпел три поражения в четырех встречах. Он также участвовал в Западноафриканском клубном чемпионате 1982 года (выбыл в первом раунде) и Арабской лиге чемпионов 2004—2005 годов (выбыл в предварительном раунде).
На внутренней арене клуб достиг иных результатов: у клуба в послужном списке пять национальных титулов : два чемпионских титула, выигранных в 2008 и 2017 годах, Кубок Мавритании, выигранный в 2009 году, и два Суперкубка в 2012 и 2017 годах.
В сезоне 2022/2023 команда заняла 7 место в чемпионате.